# Levata (Grontardo)
Levata è una frazione del comune cremonese di Grontardo posta a sudovest del centro abitato.

## Storia
La località era un piccolo villaggio agricolo di antica origine del Contado di Cremona con 410 abitanti a metà Settecento.
In età napoleonica, dal 1810 al 1816, Levata fu già frazione di Grontardo, recuperando però l'autonomia con la costituzione del Regno Lombardo-Veneto.
All'unità d'Italia nel 1861, il comune contava 666 abitanti.
Nel 1868 il comune di Levata venne definitivamente annesso dal comune di Grontardo.